# Ganso doméstico

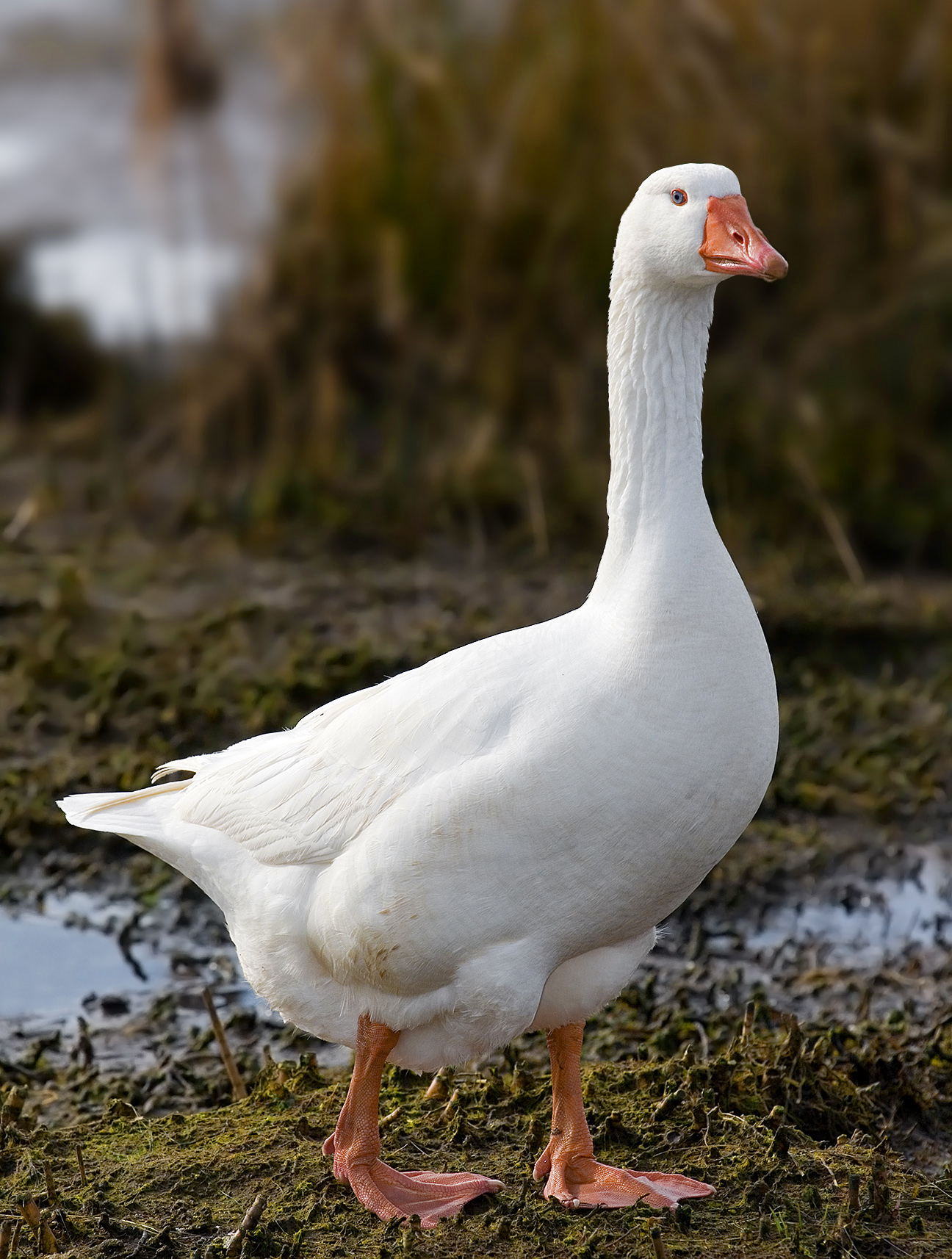
Um ganso Emden, uma raça derivada do ganso-bravo (Anser anser). Os gansos domésticos derivados do ganso cinzento têm o nome trinomial A. anser domesticus.

Os humanos mantêm variedades domesticadas de gansos como aves de corte, postura e para obter suas penas desde os tempos antigos. Os gansos domésticos são derivados da reprodução seletiva do ganso-bravo (Anser anser) e do ganso-africano (Anser cygnoides). Aproximadamente 700 milhões de gansos são abatidos a cada ano para obter carne em todo o mundo a partir de 2019.

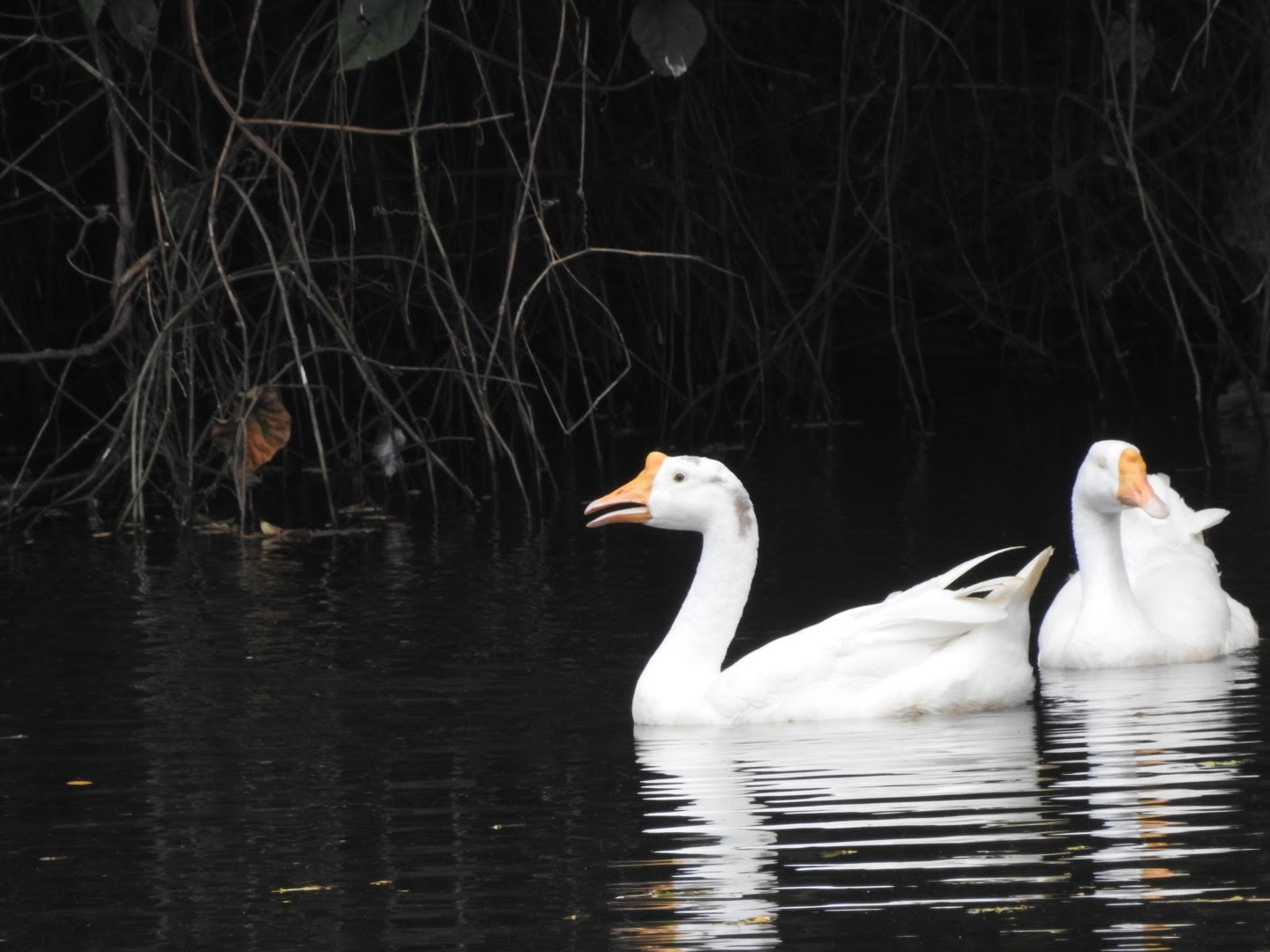
Um par de ganso cisne - gansos domésticos do tipo nadando

Na Europa, norte da África e oeste da Ásia, os gansos domesticados originais são derivados do ganso-bravo (Anser anser). No leste da Ásia, os gansos domesticados originais são derivados do ganso-africano (Anser cygnoides); estes são comumente conhecidos como gansos chineses . Ambos foram amplamente introduzidos em tempos mais recentes, e bandos modernos em ambas as áreas (e em outros lugares, como Austrália e América do Norte) podem consistir em espécies ou híbridos entre eles. Os gansos chineses podem ser facilmente distinguidos dos gansos europeus pela grande saliência na base do bico, embora os híbridos possam exibir todos os graus de variação entre as duas espécies.
Charles Darwin observou em The Variation of Animals and Plants Under Domestication que a domesticação de gansos é muito antiga. Há evidências arqueológicas de gansos domesticados no Egito há mais de 4.000 anos. Foi proposto que os gansos foram domesticados por volta de 3000 a.C no sudeste da Europa, possivelmente na Grécia, mas a evidência confiável de gansos domésticos vem de um período muito posterior (século VIII a.C) na Odisséia. Outro local de domesticação potencial está no Egito durante o Império Antigo (2.686–1991 a.C) devido à evidência iconográfica da exploração do ganso, mas este cenário para o evento de domesticação original foi considerado menos provável. Os gansos também foram utilizados pelos antigos mesopotâmicos para alimentação e sacrifícios e retratados na arte mesopotâmica do início do período dinástico (2900–2350 a.C) em diante. Certamente, gansos totalmente domesticados estavam presentes durante os tempos do Novo Reino no Egito (1552–1151 a.C) e contemporaneamente na Europa, e a criação de ganso envolvendo várias variedades foi bem estabelecida pelos romanos no primeiro século a.C. Na Era Medieval, a criação de ganso estava no auge com grandes rebanhos mantidos por camponeses. Evidências arqueológicas do ganso doméstico no norte da Europa indicam que ele provavelmente foi introduzido na Escandinávia durante a Idade do Ferro (400 a.C-550 d.C).

## Características
Gansos domésticos foram criados seletivamente para o tamanho, com algumas raças pesando até 10 kg, comparação com o máximo de 3,5 kg para o ganso-africano selvagem e 4,1 kg para o ganso-bravo selvagem. Isso afeta sua estrutura corporal; enquanto os gansos selvagens têm uma postura horizontal e uma extremidade traseira delgada, os gansos domesticados depositam grandes depósitos de gordura na extremidade da cauda, dando uma traseira gorda e forçando o pássaro a uma postura mais ereta. Embora seu grande peso afete sua capacidade de voar, a maioria das raças de gansos domésticos são capazes de voar.
Os gansos também foram fortemente selecionados para a possuírem uma boa fecundidade, com as fêmeas botando até 50 ovos por ano, em comparação com 5–12 ovos para um ganso selvagem.
Como a maioria dos gansos domésticos exibe pouco dimorfismo sexual, o sexo é baseado principalmente nas características físicas e no comportamento. Os machos são geralmente mais altos e maiores do que as fêmeas além de  possuírem pescoços mais longos. Além disso, os machos podem ser distinguidos pelo comportamento protetor que exibem em relação às suas parceiras e descendentes - o macho normalmente fica entre sua parceira e qualquer ameaça percebida.
As mudanças na plumagem são variáveis; muitos foram selecionados para perder os tons de marrom escuro do pássaro selvagem. O resultado é um animal manchado de branco, ou completamente coberto por penas brancas. Outros retêm a plumagem próxima ao natural; alguns, como o moderno ganso Toulouse, parecem quase idênticos ao cinza em plumagem, diferindo apenas na estrutura. Os gansos brancos são frequentemente preferidos porque parecem melhor depenados e vestidos, com as pequenas penas restantes sendo menos visíveis. Desde a época dos romanos, os gansos brancos são tidos em grande estima.
Os gansos produzem grandes ovos comestíveis, pesando entre 120 e 170 g. Eles podem ser usados na cozinha exatamente como os ovos de galinha, embora tenham proporcionalmente mais gema, e isso resulte em uma consistência um pouco mais densa. O sabor é muito parecido com o de um ovo de galinha.
Como seus ancestrais selvagens, os gansos domésticos são muito protetores de sua prole e de outros membros do rebanho. O ganso normalmente se colocará entre qualquer ameaça percebida e sua família. Devido à sua natureza altamente agressiva, alta chamada e sensibilidade a movimentos incomuns, os gansos podem contribuir para a segurança de uma propriedade. No final da década de 1950, no Vietnã do Sul, a VNAF usava bandos de gansos para proteger suas aeronaves estacionadas à noite devido ao barulho que faziam aos intrusos.

Como os gansos domésticos descendem de exemplares selvagens, sendo efetivamente a mesma espécie de seu ancestral selvagem (sendo uma subespécie formada por meio da domesticação), os indivíduos fugitivos se reproduzem prontamente com as populações selvagens, resultando na prole às vezes parecida com um de seus pais ou com plumagem mista com padrões de penas cinzentas e brancas e bicos laranja.

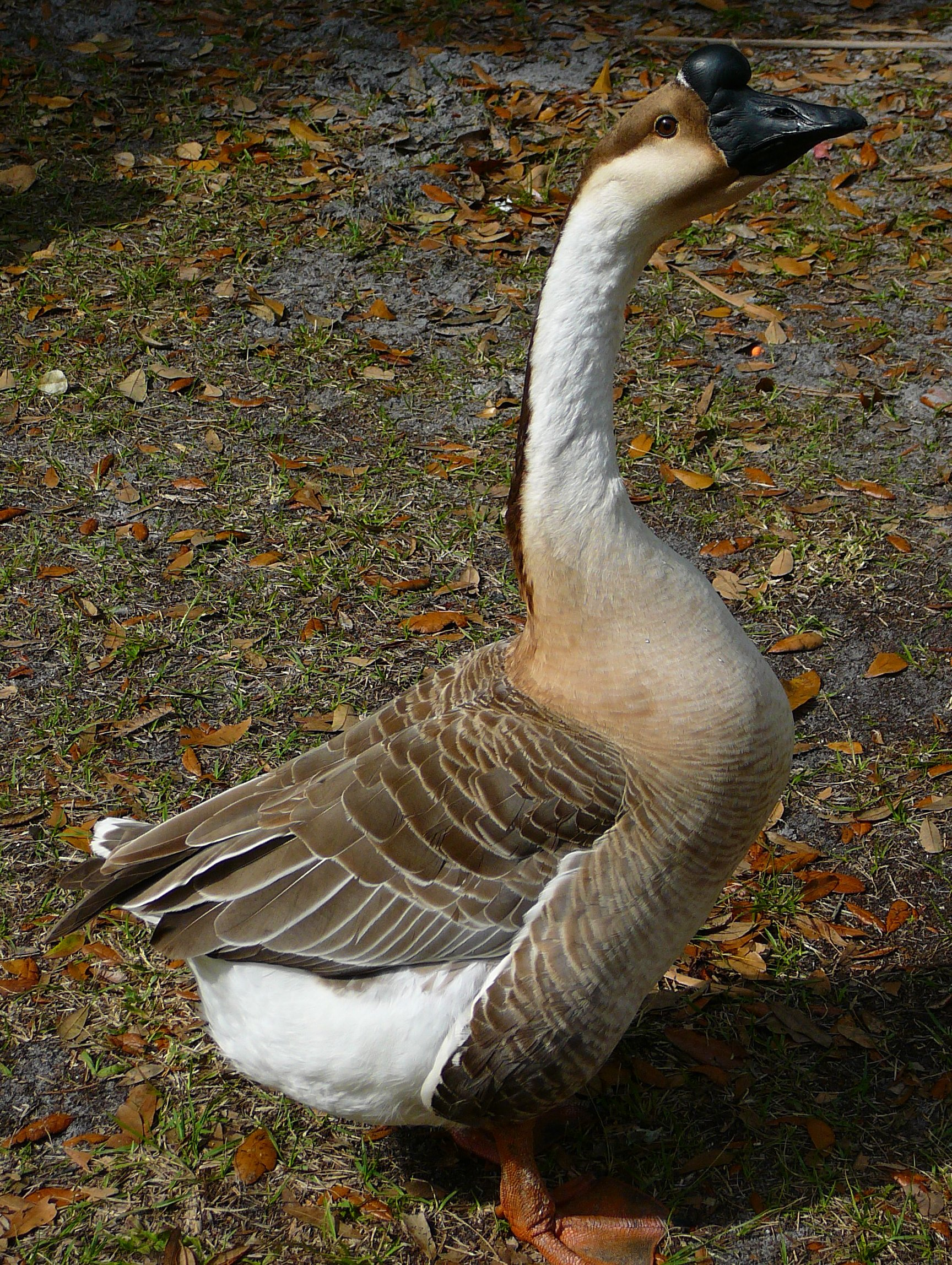
Ganso doméstico: postura ereta e traseiro gordo
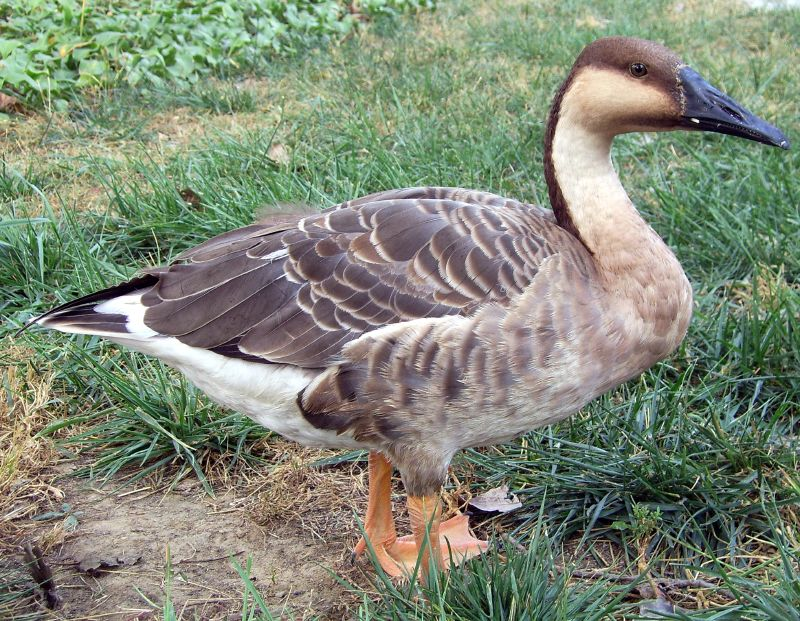
Ganso selvagem: postura horizontal e traseiro fino

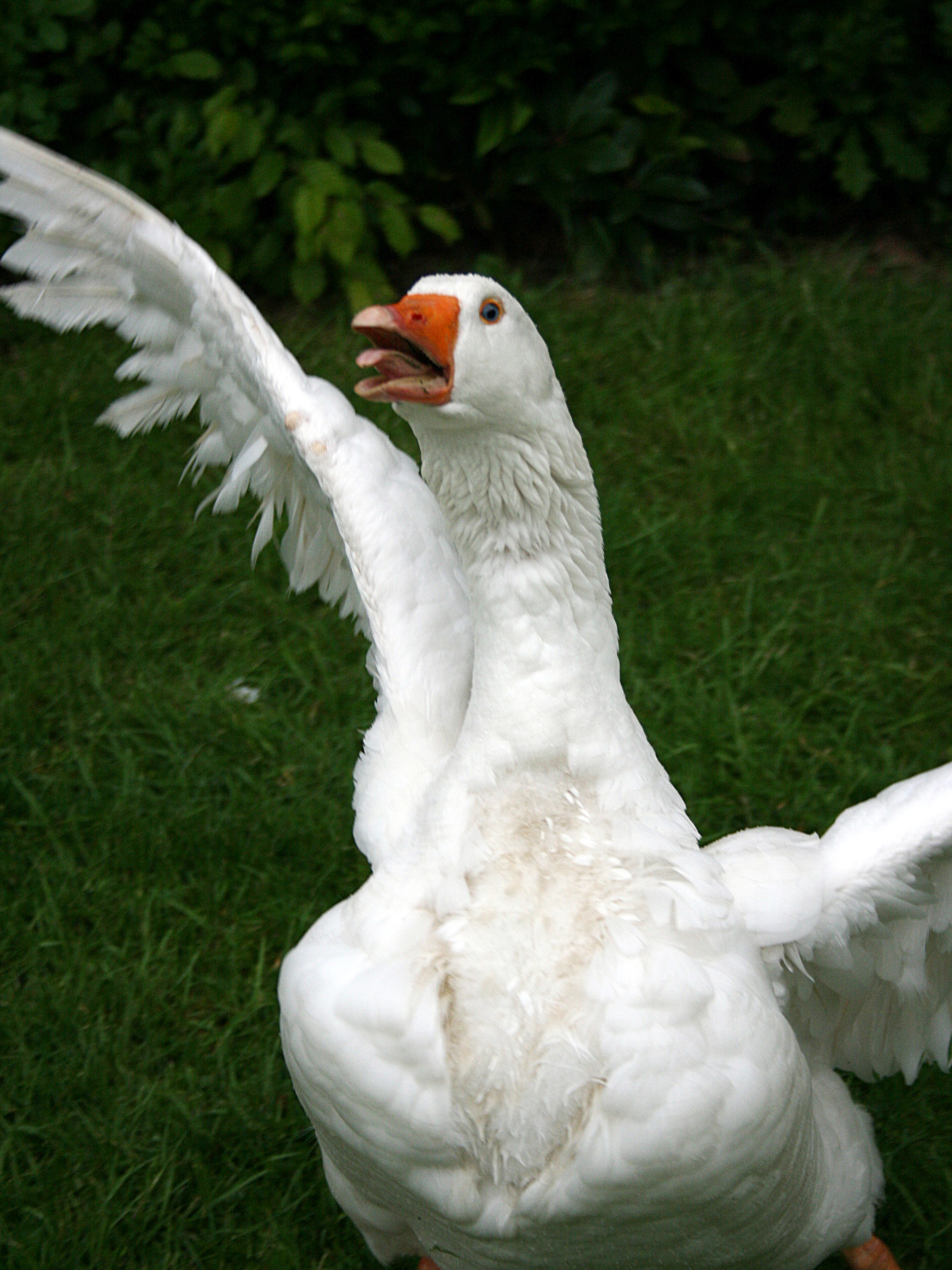
Os gansos domésticos têm sido usados há séculos como animais de guarda e guarda-costas, e estão entre os mais agressivos de todas as aves